# Jean-Jacques Pascal
Jean-Jacques Pascal né le 25 mars 1943 à Limoges est un haut fonctionnaire français, préfet, directeur des Renseignements généraux, puis, quelques années plus tard, directeur de la Direction de la surveillance du territoire (DST) durant 5 ans.

## Biographie

### Jeunesse et études
Jean-Jacques Pascal est natif de Limoges, où il fréquente le lycée Gay-Lussac. Il poursuit ses études à Paris, à la faculté de droit, dont il sortira diplômé d'une licence. Il entre en 1967 à l'École nationale d'administration (ENA), dans la promotion Jean Jaurès.

### Carrière
À la sortie de l'ENA, il entame un parcours de 15 ans au sein de la préfectorale, qui l'emmène aux bureaux de préfecture de la Lozère, du Territoire de Belfort et des Alpes-Maritimes, puis au poste de sous-préfet à Arles et à Béthune.  
En 1984, il devient directeur du personnel et de la formation de la police nationale au ministère de l'Intérieur. Cependant, l'arrivée de la droite au gouvernement en mars 1986 (première cohabitation) le pousse hors du ministère. Il reprend alors sa carrière préfectorale. 
En 1990, la gauche revenue au pouvoir, il est nommé par Pierre Joxe au poste de directeur central des Renseignements généraux. Très rapidement, il doit faire face à l'affaire Joseph Doucé, un pasteur baptiste assassiné dans des circonstances non élucidées, alors que ce pasteur était surveillé par les Renseignements généraux pour soupçon de pédophilie. Le poste de directeur central des Renseignements généraux étant supprimé en 1992, Jean-Jacques Pascal est remplacé par son adjoint Yves Bertrand à la tête de l'institution. Il redevient préfet dans le Val-d'Oise. En 1995, un large remaniement des postes préfectoraux a lieu à la suite de l'élection présidentielle. Jean-Jacques Pascal est alors nommé directeur des journaux officiels de la République française, un poste politiquement moins exposé.
À l'occasion de la troisième cohabitation, en 1997, il est nommé directeur de la surveillance du territoire, en remplacement de Philippe Parant. À ce titre, il n'enclenche pas de grande réforme de ces services mais intensifie certains axes, dont notamment le suivi des réseaux islamistes. Dès le mois de mars 1998, il fournit au ministère de l'Intérieur une monographie sur Ben Laden pour alerter sur le danger que représentent les réseaux islamistes internationaux. Il pacifie les relations avec les Renseignements généraux, toujours dirigés par son ancien adjoint Yves Bertrand, et améliore la coordination entre services avec la Direction générale de la Sécurité extérieure (DGSE), ce qui fut facilité par la nomination en décembre 1999 de Jean-Claude Cousseran, un spécialiste du monde arabe qu'il connait bien. L'efficacité du Comité interministériel de lutte antiterroriste s'en trouve renforcé. Dans le cadre de cette lutte contre le terrorisme, le service de contre-espionnage français donne alors entièrement satisfaction au gouvernement français et à ses alliés. La DST a par exemple apporté un concours déterminant au FBI sur la surveillance de Zacarias Moussaoui, et de ce fait, elle est désormais régulièrement consultée par ses collègues d'outre-Atlantique. 
Son bilan n'est pas sans polémique pour autant. En effet, l’Élysée lui reproche d'avoir utilisé les moyens de l'État, en collaboration avec la DGSE et sur ordre de Matignon, pour monter un dossier à charge sur Jacques Chirac, dans le but de le discréditer avant les élections présidentielles de 2002. Ces accusations, que Jacques Chirac aurait formulées de manière explicite à Lionel Jospin, semblent être étayées par certaines actions de la DST. Lorsque Jacques Chirac gagne l'élection présidentielle de mai 2002, mettant ainsi fin à cette troisième cohabitation, le directeur de la DST fait partie des hauts fonctionnaires en délicatesse avec le nouveau gouvernement. Au terme de 5 ans à la tête de la DST, Jean-Jacques Pascal est remplacé début juillet 2002 par Pierre de Bousquet de Florian. 
Devenu préfet hors cadre, il est nommé conseiller maître en service extraordinaire à la Cour des comptes en février 2003, poste qu'il occupera jusqu'à sa mise à la retraite, en mars 2009.

## Liste des postes et affectations
- juin 1969 : directeur de cabinet du préfet de la Lozère en juin 1969
- juillet 1972 : secrétaire général du Territoire de Belfort
- mars 1976 : sous-préfet chargé de mission auprès du préfet des Alpes-Maritimes
- décembre 1979 : sous-préfet d’Arles
- novembre 1981 : sous-préfet de Béthune
- mai 1984 : Directeur du personnel de la police nationale
- octobre 1985 : Directeur du personnel et de la formation de la police nationale
- 25 avril 1986 : Préfet, commissaire de la République du Gers[11]
- décembre 1987 : Préfet hors cadre, directeur de la mission économique et sociale à la préfecture de la région Ile-de-France
- 17 août 1988 : Préfet de la Manche[12]
- 7 juin 1990 : Directeur central des renseignements généraux[13]
- 26 février 1992 : Préfet du Val-d'Oise[14]
- 29 juin 1995 : Préfet hors cadre[15]
- 24 juillet 1995 : Directeur des journaux officiels de la République française[16]
- septembre 1997 : Directeur de la surveillance du territoire
- juillet 2002 : Préfet hors cadre
- février 2003 : Conseiller maître en service extraordinaire à la Cour des comptes

## Décorations
- Officier de la Légion d'honneur  Il est fait chevalier le 19 février 1993, puis est promu officier le 13 juillet 2001[17].
- Commandeur de l'ordre national du Mérite Il est fait officier le 19 octobre 1989, puis est promu commandeur le 14 mai 1998[18].